# ジェイ・ラスト
ジェイ・テイラー・ラスト（Jay Taylor Last、1929年10月18日 - 2021年11月11日）は　米国の物理学者、半導体集積回路製作技術の開拓者、今日のシリコンバレーの基礎を築いた「8人の反逆者」のひとりである。

## 生い立ち・教育
1929年のウォール街大暴落の年に、ペンシルベニア州 バトラーで生まれ、大恐慌時代に育った。両親ともに教師であったが、父はより良い生活を求めて、教師をやめて製鉄所で働いていた。しかし、大恐慌の時期には製鉄所には仕事がなかったのを、一家は自分たちの食料を育て、保存することで何とかしのいだ。
第二次世界大戦中には、父は過酷で危険な条件下で、一日12時間、週6～7日、過酷で危険な肉体労働に従事した。
ジェイ・ラストは、ハイキング、ウォーキング、探検を楽しみながら成長した。16歳の時、彼は友人と一緒にヒッチハイクでカリフォルニア州サンノゼに行き、夏の間、果物収穫の仕事をした。
読書家であった彼は、学校の勉強を他の生徒よりかなり早く終わらせていた。化学の教師であったルシール・クリッチローの勧めで、地元の工業化学者でガラスやガラスの破壊を研究していたフランク・W・プレストンの研究室で働くことになった。ラストは高校生の時にプレストンの研究室で働き始め、大学生になっても休みがあればプレストンのもとで働き続けた。
1947年にバルター高校を卒業してロチェスター大学で光学を学ぶための奨学金に応募した。ラストは父親からこのプログラムのことを聞き、これ以外のどこにも応募しなかった。厳しいプログラムであったため、入学した学生の4分の3がプログラムを終えるまでに脱落してしまった。
このプログラムは、イーストマン・コダック社やボシュロム社と深いつながりがあった。最後の光学設計の授業は、コダックのルドルフ・キングスレイクが担当した。
大学4年の夏、コダック社の光学機器工場のトラブル対応部門で働いた。仕事はB52爆撃機に搭載されるカメラの、マイナス50℃環境下での動作試験であった。
1951年、ロチェスター大学の光学学士号を取得した。物理学への関心を高めていたラストは、指導教官であったパーカー・ギブンズから、新興の分野である固体物理学に携わるように勧められる。
マサチューセッツ工科大学（MIT）で学ばないかとの提案を受け入れ、物理学者アーサー・R・フォン・ヒッペルの研究室に入り、強誘電体物質の物理構造を研究することになった。
また、ジョン・クラーク・スレイターやビクター・ワイスコフの授業も受けた。ラストが研究していたチタン酸バリウムという材料は、強誘電体になると異常な構造変化を起こすため、赤外分光法を使って研究することにした。新しい装置であるベックマンIR-3分光光度計を使用し、ベックマン・インスツルメンツのスタッフと緊密に連携して問題を解決し報告した。
1956年にMITで物理学の博士号を取得した。16歳の時、友人とヒッチハイクで訪れた西海岸に惹かれた。
ゼネラル・エレクトリック、ベル研究所、ベックマン・インスツルメンツで働ける可能性があり、アーノルド・ベックマンの紹介で、ウィリアム・ショックレーに師事することになった。ショックレーは、ベックマン・インスツルメンツの一部門としてショックレー半導体研究所を立ち上げたところだった。ショックレーは、ラストを採用するためにMITに飛んで鮮烈な印象を残した。
ショックレーの登場について、ラストは「なんてこった、こんなに素晴らしい人に会ったことがないと思った。私は自分のキャリアプランを全部変えて、カリフォルニアに行ってこの人と一緒に働きたいと言ったんです」。

## 半導体集積回路開発

### ショックレー半導体研究所時代
1956年4月から1957年9月まで、ベックマン・インスツルメンツの一部門であるショックレー半導体研究所で働いた。ショックレーは、科学者一人一人を監督することにこだわり、グループメンバー間のコミュニケーションはほとんどない状態であった。 
ラストは、材料の基本的な表面特性の研究に多くの時間を費やし、4層シリコンダイオードの異常な結果を説明しようと試みた。
ラストは、ショックレーを「非凡で輝かしい人物」と評価した。「彼は正しい決断をした。彼は優秀な人材を雇った... 。正しい技術、正しい材料、それを実現するための適切なグループ、そしてドカンと来た」:40
しかし、ショックレーは人と接するのが苦手で、社内の社員との関係はどんどん悪くなっていった。1957年1月、ラストを含む7人のグループは、ベックマンに、ショックレーの経営に介入してほしいと訴えた。ベックマンは当初、グループに同情的に見えたが、結局ショックレーを支持することとなった。
不満を持つ科学者、ジュリアス・ブランク、ヴィクター・グリニッチ、ジャン・ヘルニ、ユージーン・クライナー、ゴードン・ムーア、ロバート・ノイス、ジェイ・ラストの7人 は、当初は他の会社を探していたが、ウォール街の投資家の支援を受けながら、自分たちの会社を作ることを考え始めた。
彼らは最終的にシェルドン・ロバーツも加わり、「8人の反逆者」と呼ばれることになる。また、「シリコンバレーの父」とも呼ばれている。投資家との仲立ちをしたのは、後年、高名なベンチャーキャピタリストとなるアーサー・ロックである。

### フェアチャイルドセミコンダクター時代
1957年9月18日、ラストと他のメンバーはショックレー半導体研究所を正式に辞め、シャーマン・フェアチャイルドのフェアチャイルド・カメラ・アンド・インストルメント・コーポレーションの一部門として、フェアチャイルド・セミコンダクターを設立することになった。8人の退社後に、同じくショックレー半導体研究所の主要社員であったデビッド・アリソンも加わった。
新会社の目標について、ラストはこう語った。
「ショックレー氏が作りたがらないトランジスタを、我々が作ることになるのは明らかだった。どんなトランジスタになるかは分からないが...... 。タイミングは完璧だった。技術もあり、世界が本当に必要としているもので、既存の会社が作れる状況ではなかったから」:58–59
フェアチャイルドセミコンダクター社では、ラストは集積回路開発の責任者として働き、最初のシリコン回路チップの作成に貢献した。 ラストは、新会社の協力的な性格と、グループが対等に協力し合うことを強調した。
「ボブ・ノイスと私は、ステップ・アンド・リピート・カメラに携わっていました。当時、私は光学の知識を駆使していました。ジャン・ヘルニは拡散に携わっていましたが、彼は半導体の物理について多くのことを深く、物理学的に洞察していました。ゴードン（ムーア）もまた、拡散に携わっていました。彼はガラスの吹き方を知っている唯一の人でしたから、拡散のための複雑な装置をすべて作っていましたし、金属の蒸発にも関わっていました。シェルドン・ロバーツは、そのままシリコン結晶の作成作業に乗り出しました。ヴィック・グリニッチは、トランジスタがどういうもので、何に使われるかをよく知っている人物で、すべてのテスト施設を立ち上げてくれました。ジュリアス・ブランクは、その施設の責任者であり、装置の製造も担当していた。ユージーン・クライナーは、素晴らしい機械工で、立派な装置製作者だった。彼はそれが大好きでした。彼はそれが得意だったんです。そして、ジーンは事務的な仕事も引き受けるようになった。8人のグループと思われがちですが、他にも重要な人たちがいて、そこは正確ではありません。私たち8人以外の人たちの貢献は、あまり認識されていなかったんです。特にデイブ・アリソンは、普及に携わった重要な人物でした」
トランジスタ市場で競争するためのフェアチャイルドの戦略は、迅速かつ柔軟であることだった。研究開発を1～3年の長期的な軍事契約で縛られるのではなく、フェアチャイルドカメラを通じて開発資金を調達し、これにより、有望なアイデアに焦点を当て、迅速に開発することができた:16–17。
IBMは、B-70爆撃機用のナビゲーション・コンピュータ用トランジスタの入手に関心を寄せていた。フェアチャイルドは、IBMのコアメモリ・ドライバの仕様に適合するトランジスタの提供を契約した。彼らは、さまざまな回路アプリケーションでマッチドペアとして使用できる相補型NPNとPNPトランジスタを開発した。NPNトランジスタはゴードン・ムーアとアリソンが、PNPトランジスタはジャン・ヘルニが、ボロン拡散を利用して開発した。ムーアのNPNトランジスタは、ヘルニのPNPトランジスタよりも早く製品化された。
1958年8月、会社設立からわずか8ヶ月でフェアチャイルドはメサ型トランジスタをIBMに納入した。メサ型トランジスタが利用可能になると、さまざまな軍事用途に望まれるようになった。 開発スピードの速さにより、フェアチャイルドはその後1年間、急成長する市場を事実上独占することになった。最も重要な契約はAutonetics社からのもので、同社はミニットマンICBMのナビゲーションと制御用コンピュータを開発していた:23。
この間、ラストは、フォトリソグラフィー、フォトマスキング、フォトレジスト、メサエッチングなど、トランジスタ製造に必要な技術開発に貢献した。また、フォトマスクを作るためのステップ・アンド・リピート・カメラや、マスクの位置合わせの方法の設計にも貢献した。フェアチャイルドで開発された技術の多くは、半導体産業によるトランジスタと集積回路の創出の基礎となった:17–25。

#### 集積回路開発の時期
1959年、ジャン・ヘルニは、1957年の時点で考えていたアイデアを発展させ、「プレーナープロセス」を説明する2つの特許出願を行った。ベル研究所時代に考案した、シリコン半導体集積回路の製造方法を提示したのである。 プレーナープロセスでは、絶縁性の二酸化ケイ素の層で保護された平らな表面構造が作られる。ロバート・ノイスは、ヘルニのプレーナープロセスが集積回路のコンポーネントを電気的に相互接続するためにどのように利用できるかを示した:38–39。
1960年2月12日、ラスト、ロバート・ノーマン、アイシー・ハースの3人は、IRE Solid State Conferenceにおいて、「Solid-State Micrologic Elements」という論文で最初の集積回路について報告した。この中で、フリップフロップ、 論理回路、加算器、シフトレジスタなどのハイブリッド型シリコン集積回路を開発したことを紹介した。また、小型化された集積論理回路の実現性についても議論した。
しかし、その改良と商業的な生産には、まだ多くの課題が残っていた。1960年の夏までに、ラストのフェアチャイルドセミコンダクターのチームは、初めて実用的なプレーナー集積回路を作り、実証することに成功した。ワーキンググループには、ラスト、ロバート・ノーマン、アイシー・ハース、ライオネル・カットナー、ジェームズ・ナル、ジェイムズ・ウィルカーソン、ギャリー・トゥリップ、ロバート・マーリン、チェスター・ギュンター、ジェリー・レッサード、メルビン・ホアーが参加した:137。
1960年9月の時点で、ラストのマイクロロジック部門は、マイクロ回路を作るために3つの可能なアプローチを追求していた.:223。電気的に分離された回路は、当初はハースとカットナーの副プロジェクトであり、彼らは自分たちの時間にこのアイデアに取り組んでいた:228。 
1960年9月、彼らは重要なブレークスルーを報告した。ラストは彼らの研究が大きな可能性を持っていると考えた。しかし、ラストの作業グループの外では、フェアチャイルドの集積回路プロジェクトに対してかなりの抵抗があった。フェアチャイルドのマーケティング担当副社長であるトム・ベイは、このプロジェクトを完全に停止するよう勧告した:138。
フェアチャイルドは、ダイオードやトランジスタの製造に力を入れており、集積回路への応用をすぐに見いだすことはできなかった。その結果、ラストはフェアチャイルドを去ることを選択した。ライオネル・カトナーはフェアチャイルドのトランジスタ・プロジェクトを引き継ぎ、最終的にはゴードン・ムーアの承認を得て、1961年末までにトランジスタのファミリーを生産に移した。

### アメルコ・テレダイン時代
ラストはまたしても、ある会社を辞め、別の会社で新しい技術を開発する立場になった:138–139。 
起業家的な環境で新しいものを発見し開発することの興奮は、既知の技術を繰り返し開発・生産することよりもずっとラストに魅力的だった:85。 
1961年1月31日、「8人の反逆者」のジェイ・ラスト、ジャン・ヘルニ、シェルドン・ロバーツ、そして（一時）ユージーン・クライナーはフェアチャイルドセミコンダクターを辞め、テレダインの一部門としてアメルコ社を設立した。後にアイシー・ハースも加わった:137, 179。
ヘンリー・アール・シングルトンとジョージ・コズメツキーは、高度な軍事システム用の集積回路を作るという位置づけで、小さな会社を買収してテレダイン（当初の社名はインストゥルメント・システムズ）を設立した。
ラストとヘルニはこのような事業に不可欠な技術的専門知識を持っていた。特殊な軍事用途を主要市場とすることで、テレダインはフェアチャイルドと直接競合することを避け、大きな会社とは概ね良好な関係を維持した。
1961年から1966年まで、ラストはアメルコの研究開発部長を務めていた。製造部門であるエレクトロンデバイシズは、アメルコの子会社として、カリフォルニア州マウンテンビューに設立された。ラストは、シリコンバレーとなった地域に留まることを主張した。材料や設備、人材を得るためのインフラが整備されていたからだ:90–91。ここでも、カリフォルニアに留まることを選んだラストは、シリコンバレーをつくるパイオニアであったといえるだろう。
テレダイン社が作った製品の多くは、特定の軍事用途のための機密製品であり、そのことはほとんど公にされていなかった:93。NASAや軍の宇宙作戦で使われる回路を作り、月面着陸のためのドップラーシステムに使われた製品もある:107:179。
1966年から1974年まで、ラストはテレダイン社の研究開発担当副社長を務め、ジョージ・ロバーツとより密接に働くためにカリフォルニア州ロサンゼルスに移動した。彼の役割は、より高度な監督とトラブルシューティングであり、テレダイン社内のさまざまな会社の技術力と実行可能性を検討することであった:110。

### 社会的に認知され評価された時期
2011年5月、「8人の反逆者」(ジュリアス・ブランク、ヴィクター・グリニッチ、ジャン・ヘルニ、 ユージーン・クライナー、ジェイ・ラスト、ゴードン・ムーア、ロバート・ノイス、シェルドン・ロバーツ）は、「レジェンド オブ カリフォルニア賞」を、カリフォルニア歴史協会から授けられた。
授賞式に先立ち、ラストはショックレーの下から離れたことについて、リスクは高かったが怖くはなかったと語り、「20代後半では怖がるほどのことは知らない、ただ実行しただけだ」と説明した。「私たちはただ、自分たちが何をしなければならないかを知り、それを実行したのです」と。
ラストは2013年2月6日に、公共放送サービス（PBS）のドキュメンタリーシリーズ「アメリカン・エクスペリエンス」の「シリコンバレー」というエピソードに出演した。
番組は、ショックレー半導体研究所を辞めてフェアチャイルドセミコンダクターズを創業し、カリフォルニア州サンタクララ郡を技術的創意工夫の中心地に変えたラストら8人の先駆的イノベーターに焦点を当てたものだった。
番組の中でラストは、16歳の時、中学から高校に進級するまでの休暇中に、ヒッチハイクでカリフォルニアに行き、サンタクララ・バレーで杏を摘んで夏を過ごしたことを振り返った[。また、ウィリアム・ショックレーがMITのラストの研究室に現れ、自分の会社での仕事を依頼した日のことを話した。

## 芸術と慈善活動
南カリフォルニアで使われていた色鮮やかな果物箱のラベルに興味を持ったラストは、カラーリトグラフの制作に取り組んだ。 彼は、著名な収集家、リトグラフの歴史の研究者、そして作家として有名になった。

### 執筆と出版
『カラー・エクスプロージョン：19世紀の米国のリソグラフィー』（2005年）など、多くの美術書を執筆し、また共著者として出版している。アメリカ歴史的捺染コレクターズ協会から、捺染研究を扱った書籍の中で優れたものに贈られる2007年ニューマン賞を受賞している。
ゴードン・マクレランドとの共著に『カリフォルニア・オレンジ・ボックス・ラベル』、『フルーツ・ボックス・ラベル』、『カリフォルニア・スタイル』、『カリフォルニア水彩画家 1925-1950』、『カリフォルニア水彩画家1850-1970』などがある。
1982年から2010年まで、カリフォルニアに拠点を置き、カリフォルニア美術史、民族美術、グラフィックアートに関する美術書を出版しているヒルクレスト・プレスの社長を務めた。

### 考古遺跡保護活動
1989年、ラストはThe Archaeological Conservancyを設立し 、アメリカ44州にある約500の遺跡を保存・保護するようになった。この組織は、考古学的に興味深い場所を地主から個人売買で購入し、その売却や破壊を防ぐとともに、その保護のための保全計画を策定している。
最初の保護区はミズーリ州南東部のパワーズ・フォートであった。 また、初期の取得地はホープウェル国立文化歴史公園となり、ユネスコ世界遺産候補地の一部となった。

### UCLAのファウラー博物館
ラストは、1950年代にニューヨークのプリミティブ・アート美術館を訪れてから、アフリカとアフリカ美術に興味を持つようになった:71-72 
西アフリカと中央アフリカの美術品、特にコンゴ民主共和国のレガ族の作品を専門に収集し、重要なコレクターとなった。1973年から、ラストと妻のデボラはカリフォルニア大学ロサンゼルス校（UCLA）のファウラー美術館に660点以上の作品を寄贈しており、2013年には92点のレガ族の木と象牙のフィギュア、マスク、道具、スプーンを寄贈した。彼はレガ族とその作品への関心について次のように述べている： 
レガ社会とは、世襲や選挙で選ばれた支配者のいない社会で、半秘密集団であるブワミ・ソサエティによって統一され、そのメンバーは社会的行動の高い道徳基準を実践することで名声を高め、影響力を増していくという概念に惹かれました。...社会的関係の調和、慎重さ、親孝行、集団精神、従順さ、自己規律、目的への粘り強さが強調された。このように芸術を道徳文化と結びつけ、レガの儀式で芸術品を教え、鼓舞する装置として使用することで、私のコレクションに大きな意味を持たせたのです。

### ジェイ・T・ラスト リトグラフと社会史のコレクション
商業印刷物とエフェメラに関するラストの個人的なコレクションは、カリフォルニア州サンマリノのハンティントン・ライブラリーに「ジェイ・T・ラスト リトグラフと社会史のコレクション」として寄贈された。このコレクションには185,000点以上の印刷物が含まれており、そのほとんどが19世紀から20世紀初頭のアメリカにおけるものです。このコレクションには、500社以上のリトグラフ会社の画像が含まれている。このコレクションの重要な部分として、1800年代後半から1900年代前半にかけてのカリフォルニア州の柑橘類産業で使われた1000枚以上のリトグラフラベル「California Citrus Box Labels」がある。これは、南カリフォルニアの生産者、包装業者、流通業者によって流通するオレンジ、レモン、グレープフルーツの木箱のために作られたものである。

## 受賞・受章・栄典
- 1999年 Charles Force Hutchison and Marjorie Smith Hutchison Medal（ロチェスター大学より）[42][43]
- 2005年 Maurice Rickards Award from the Ephemera Society of America[44][45]
- 2007年 Ewell L. Newman Award from the American Historical Print Collectors Society.[32][46]
- 2011年 レジェンド オブ カリフォルニア賞（共同受賞：ジェイ・ラスト、ジュリアス・ブランク、ヴィクター・グリニッチ、ジャン・ヘルニ、ユージーン・クライナー、ゴードン・ムーア、ロバート・ノイス、シェルドン・ロバーツ）（カリフォルニア歴史協会より）[28]

## 晩年
2021年11月11日、92歳の誕生日から1ヶ月足らずでロサンゼルスで死去した。